# Josquin des Prez
Josquin Lebloitte, dito Josquin des Prez  ou Josquin des Prés (Beaurevoir ?, Picardia, c. 1450 - Condé-sur-l'Escaut , 27 de agosto de 1521), frequentemente designado simplesmente como  Josquin, foi um compositor franco-flamengo da Renascença.

## Obra
É o  compositor europeu mais célebre entre Guillaume Dufay (1397 — 1474) e Palestrina (1525 - 1594). Geralmente considerado como a  figura central da Escola franco-flamenga, é o primeiro grande mestre da polifonia vocal dos primórdios do Renascimento.
No  século XVI, Josquin chegou a ser considerado o maior compositor da época. Seu domínio da técnica e sua expressividade eram admirados e imitados. Autores tão diversos como Baldassare Castiglione e Martinho Lutero escreveram sobre sua reputação e seu renome. Teóricos como Glareanus e  Gioseffo Zarlino julgaram seu estilo perfeito.
Sua música incorpora influências italianas na formação característica da escola flamenga. A combinação de técnica e expressividade marcam uma ruptura com a música medieval. Josquin contribuiu para diversos gêneros, principalmente motetos, missas e chansons francesas e italianas. Mas foi sobretudo nos mais de cem motetos que se mostrou mais original: a suspensão é empregada como recurso de ênfase, e as vozes ganham os registros mais graves nos trechos em que o texto alude à morte. As canções também são importantes na sua obra. 
Foi o principal representante do novo estilo de meados do século XV, com formas musicais menos rígidas. Certas canções mostram técnica rebuscada, em ritmos vivos e texturas claras. Superando as formas tradicionais e dando novo tratamento às relações entre texto e música, foi um mestre da polifonia e do contraponto, estendeu e aplicou sistematicamente o recurso da imitação (repetição de um trecho musical por vozes diferentes).  
A ampla difusão de sua música tornou-se possível graças à invenção da impressão de partituras, no começo do século XVI, e hoje sabemos mais sobre sua música do que sobre sua vida.

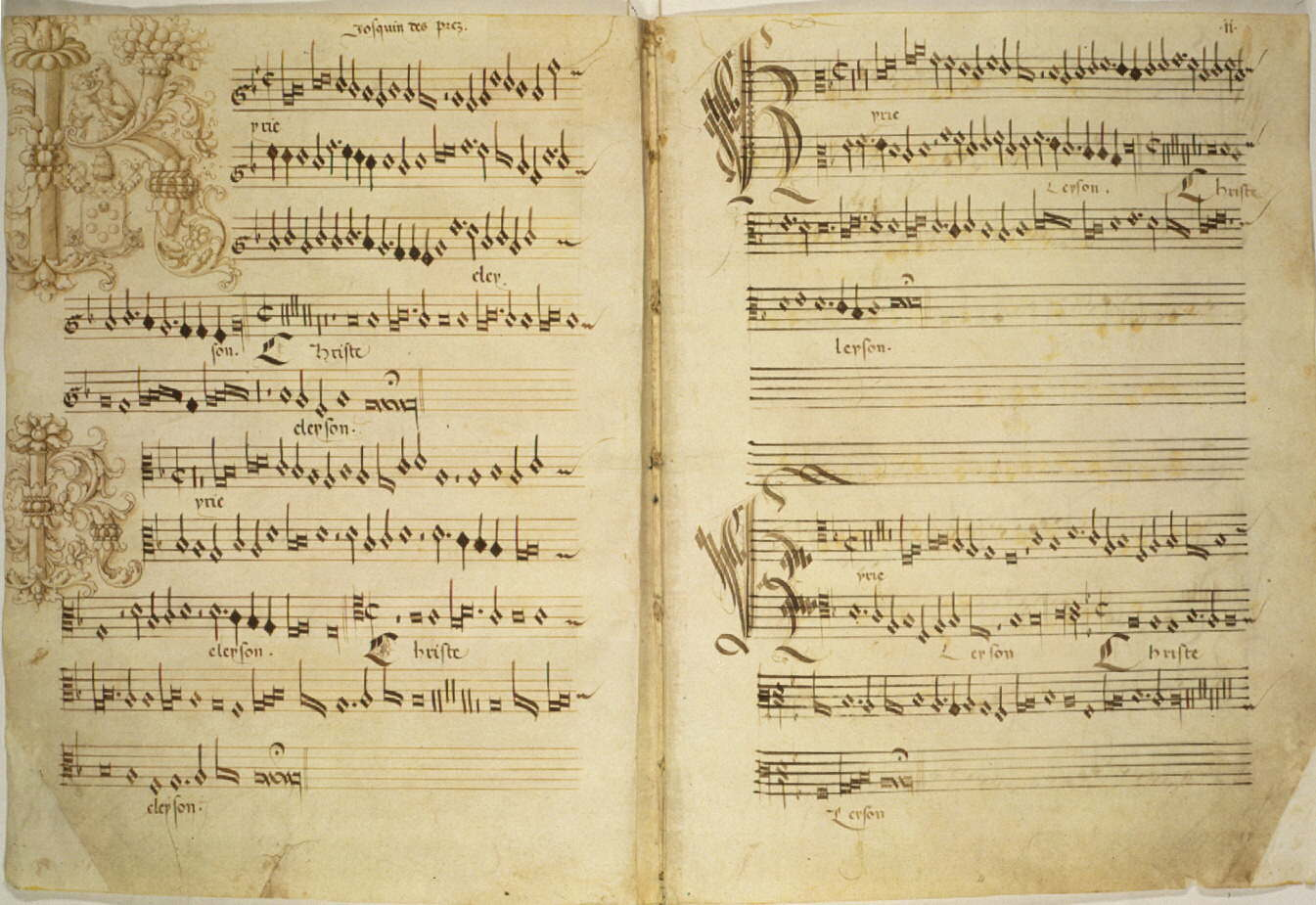
Kyrie da Missa de Beata Virgine. (Roma, Biblioteca Apostolica Vaticana, Capp. Sist. 45, ff. 1v-2r)

Compositor e cantor de talento muito apreciado pelos mais ricos mecenas da Europa, incluindo a família Este, de Ferrara, Josquin foi o primeiro compositor a ter impressos volumes inteiramente dedicados à sua obra musical. Vários aspectos de sua biografia são pouco documentados - sobretudo detalhes de sua infância e educação. Um problema tem sido a atribuição a Josquin de peças que não são suas. Seu estilo musical exibe grande invenção melódica e domínio de técnicas como o cânone, bem como uma inclinação pelas canções populares.

### Algumas das obras mais conhecidas
Entre as obras mais famosas de Desprez, estão a missa Pange lingua, o moteto Stabat Mater e a chanson Petite Camusette.
- Pange lingua (de Pange Lingua Gloriosi Corporis Mysterium, primeiros versos do hino composto por Tomás de Aquino para a festa de Corpus Christi: "Cante, língua, o mistério do glorioso corpo... "). Missa para coro e quatro vozes.
- Baisé moy, ma doulce amye  ("Beija-me, minha doce amiga"), chanson para quatro vozes.
- El Grillo ("O grilo"), frottola

### Áudio
| 2. Tu Pauperum Refugium (Magnus es tu, Domine) |